# Saison 16 de Naruto Shippuden
Pour un article plus général, voir Liste des épisodes de Naruto Shippuden.
Chronologie
Saison 15 de Naruto Shippuden Saison 17 de Naruto Shippuden

## Légende des tableaux
|  | Épisodes adaptés (sans couleur d'arrière plan) |

|  | Épisodes filler (hors manga) |

Légende : Les épisodes fillers (épisodes hors série exclusifs à l'animé qui ne sont pas dans les mangas) sont surlignés en couleur.

## Saison 16
Diffusée sur TV Tokyo entre le 2 octobre 2014 et le 26 mars 2015, elle contient 26 épisodes. Diffusée sur TV Tokyo depuis le 2 octobre 2014.
| No | Titre français              | Titre japonais       | Titre japonais                                                     | Date de 1re diffusion |
| No | Titre français              | Kanji                | Rōmaji                                                             | Date de 1re diffusion |
| --- | --------------------------- | -------------------- | ------------------------------------------------------------------ | --------------------- |
| 380 | Le jour où Naruto est né    | ナルトが生まれた日   | Naruto ga Umareta Hi (Le jour où Naruto est né)                    | 2 octobre 2014        |
| [Chapitres 643-644] — Obito active la technique de l’« Hexaedre aux faces écarlates », qui enferme la totalité de l'Alliance, dans le but de tous les détruire à l'intérieur d'une barrière, qu'il a également créé. Avant que tout ne soit trop tard pour l'Alliance ninja, Naruto et son père Minato, en combinant leurs chakras ainsi que ceux des deux Kyûbi, réussissent à extirper l'Alliance de la barrière, grâce au «Déplacement éclair» du 4e Hokage. |                             |                      |                                                                    |                       |
| 381 | L’arbre divin               | 神樹                 | Shinju (L'arbre divin)                                             | 9 octobre 2014        |
| [Chapitres 645-646] — Voyant que Naruto et son père sont parvenus à sauver tous les ninjas de sa puissante attaque et continuent de l’attaquer en utilisant le senjutsu, face auquel il est vulnérable, Obito décide de lancer les préliminaires au lancement des «Arcanes lunaires infinis». Jûbi prend sa forme ultime, l’« arbre divin », et ses racines s’élancent pour attraper les ninjas et absorber leur chakra. Madara et Hashirama, qui poursuivent leur combat, sont pris pour cible à leur tour ; Madara explique alors à son adversaire l’histoire de origine du chakra qu’il a lue sur la stèle des Uchiwa. Naruto est attrapé par l’arbre qui commence à drainer son chakra, et le 2e Hokage tente vainement de le libérer ; Hiruzen Sarutobi y parvient, à l’aide d’Enma transformé en « bâton de la vérité bouddhique indestructible », mais l’œil au sommet de l’arbre divin s’apprête à éclore pour se refléter sur la lune dans le but de plonger tous les ninjas dans une illusion infinie. |                             |                      |                                                                    |                       |
| 382 | Le rêve des ninjas          | 忍の夢               | Shinobi no yume (Un rêve de ninja)                                 | 16 octobre 2014       |
| [Chapitres 647-648] — Shikamaru et une partie de l’Alliance ninja ont été touchés par les branches de l'arbre Shinjû, qui ont aspiré leur énergie physique. De nombreux ninjas sont déjà morts. Les cinq Kage sont enfin arrivés sur le champ de bataille pour prêter main-forte. Sur le point d'abandonner devant la puissance de l'arbre divin et d'Obito, tous les ninjas de l'Alliance accèdent aux souvenirs de Naruto, ainsi qu'à ceux d'Hashirama, grâce à la technique d'Ino. |                             |                      |                                                                    |                       |
| 383 | L’espoir                    | 希望を追う           | Saki o ou (En quête d'espoir)                                      | 23 octobre 2014       |
| [Chapitres 649-650] — Hashirama incite tous les ninjas à collaborer et à ne pas perdre espoir. Shikamaru et les autres ninjas, touchés par l’arbre Shinjû, sont hors de danger, grâce au chakra de Kyûbi transmis par Naruto. Sasuke et ce dernier font équipe et poursuivent le combat contre Obito. Ce dernier continue de vouloir faire abandonner Naruto. L’Alliance ninja décide de détruire l'arbre Shinjû. |                             |                      |                                                                    |                       |
| 384 | Comblés                     | 仲間で満ちた心       | Nakama de michita kokoro (Un cœur rempli par les amis)             | 30 octobre 2014       |
| [Chapitres 651-652] — Voyant qu'ils sont en difficulté face à Obito, Sasuke décide d'unir son Susanô avec le chakra de Kyûbi de Naruto pour monter en puissance. Les proches de Naruto, puis une partie des ninjas restants de l'Alliance, se joignent à l'attaque d'Obito. Par leur nombre, ils parviennent à commencer à extirper le chakra des 9 démons à queues d'Obito. Ce dernier, voyant Naruto entouré et aimé de tous et lui tout seul, se rappelle son rêve de devenir Hokage et commence à éprouver des regrets. |                             |                      |                                                                    |                       |
| 385 | Obito Uchiwa                | うちはオビト         | Uchiha Obito (Obito Uchiwa)                                        | 6 novembre 2014       |
| [Chapitre 653] — Naruto s'immisce dans les pensées d'Obito pour le convaincre de renoncer à ses ambitions en lui faisant comprendre qu'ils sont semblables et que le but d'Obito n'est qu'une fuite. L'Uchiwa se rappelle sa jeunesse en compagnie de Lin et de Kakashi à l'académie ninja et de sa promesse de devenir Hokage faite à Lin. |                             |                      |                                                                    |                       |
| 386 | Je veille sur toi           | ちゃんと見てる       | Chanto mi teru (Je te regarde de près)                             | 13 novembre 2014      |
| [Chapitre 653] — Après le flashback sur l'enfance de l'équipe Minato, Naruto et Obito poursuivent la discussion à l'intérieur des pensées du dernier. Le premier l'exhorte à expier ses fautes et rejoindre le camp de l'Alliance, mais celui-ci refuse. Avec l'aide de tant d'efforts, Naruto parvient à le ranger de son côté, tandis que sur le camp de bataille, l'Alliance ninja réussit à extraire les démons à queues du corps d'Obito, qui est vaincu. |                             |                      |                                                                    |                       |
| 387 | Promesse tenue              | 守られた約束         | Mamora reta yakusoku (La promesse qui a été tenue)                 | 20 novembre 2014      |
| [Chapitres 654-655] — Obito, troublé par sa discussion avec Naruto et la persévérance de ce dernier, est à présent affaibli, à la suite de l'extraction des 9 démons à queues de son corps. Alors que Sasuke voulait l'achever, Kakashi lui grille la politesse et se charge lui-même de son ancien camarade, empêché par Minato. Obito explique les raisons pour lesquelles il a sombré dans les ténèbres, mais de son côté, Kakashi avoue à ce dernier qu'il a réussi à en réchapper, grâce à ses élèves, bien qu'il ait failli y sombrer lui aussi. Note : Cet épisode clôt l'arc de la renaissance de Jûbi. |                             |                      |                                                                    |                       |
| 388 | Mon premier ami             | 最初の友             | Saisho no tomo (Mon premier ami)                                   | 27 novembre 2014      |
| [Chapitre 656] — Hashirama est parvenu à immobiliser Madara, et Naruto envoie un « Orbe shuriken » pour le détruire. Gaara demande au Shukaku de l’aider pour sceller Madara ; ce dernier accepte pour ne pas être en reste par rapport à Kyûbi. Les autres démons à queues se proposent pour aider, et Yonbi demande à Gaara s’il est ami avec Naruto. Gaara se remémore l’évolution de sa relation avec Naruto, de l’indifférence à la haine, puis de la haine à l’amitié, et quand Yonbi réitère sa question, il répond que Naruto a été son premier ami. Note : Cet épisode débute l’arc du combat contre Madara (1re partie). |                             |                      |                                                                    |                       |
| 389 | Les soeurs Hyûga            | 憧れの姉さま         | Akogare no nee-sama (La grande sœur qu’on admire)                  | 4 décembre 2014       |
| Quand Hinata revient de l'Académie, elle est chaleureusement accueillie par Hanabi qui lui demande de jouer avec elle, mais la jeune Hyûga doit s’entraîner avec son père, et n’a donc pas de temps à consacrer à sa sœur cadette. Le lendemain, lorsque Hanabi et Natsu sortent faire un tour à Konoha, ils aperçoivent Naruto qui se fait molester par un commerçant et Hanabi reçoit l’ordre de ne jamais l’approcher. Quelques mois plus tard, Hanabi assiste à un entrainement de Hinata avec Neji, et voit ce dernier se faire punir via son sceau maudit pour s'être conduit de manière agressive envers sa cousine. L'Ancien des Hyûga, ayant remarqué que la petite fille avait assisté à la scène, lui explique ce qui s'est passé et que le devoir de la branche principale des Hyûga est de protéger le Byakugan ; il exprime son inquiétude sur le fait que Hinata ne semble pas digne d'être l'héritière des Hyûga de par ses faibles capacités. Hanabi se met alors à s'entrainer très dur, se faisant remarquer par l'ancien qui part informer son père. Craignant que Hinata ne soit pas assez forte pour devenir la cheffe du clan, Hiashi organise un combat entre les deux sœurs pour déterminer qui est la plus adaptée pour ce poste. Le combat se termine avec la défaite de Hinata, et Hanabi devient la prochaine héritière du Clan, tandis que sa sœur aînée rejoint l’équipe de Genin de Kurenaï, sur la demande de cette dernière. |                             |                      |                                                                    |                       |
| 390 | La décision de Hanabi       | ハナビの決意         | Hanabi no ketsui (La décision de Hanabi)                           | 4 décembre 2014       |
| Hanabi, continuant sa formation avec Hiashi, veut devenir plus forte pour protéger son Clan. Elle est informée par Natsu que sa sœur participera aux examens chûnin, mais estime que ce n'est qu'une perte de temps. Informée que Hinata a été blessée lors de son combat contre Neji, elle se dépêche d'aller à l'Hôpital de Konoha pour la voir, et lui demande pourquoi elle n'a pas déclaré forfait. Hinata lui répond que ce n'est pas digne d'un ninja. Plus tard, Hanabi assiste au combat de Naruto contre Neji. Trois ans après, lorsque Hanabi rentre au village avec Hiashi après un voyage, ils sont informés de l'attaque d'Akatsuki sur Konoha. Arrivés au village, ils sont choqués d’apprendre que Hinata a combattu contre Pain. En réalisant que sa sœur a acquis de la confiance en elle-même, progressé, et n'a jamais abandonné, Hanabi retrouve l’admiration qu’elle avait toute petite pour Hinata, et a hâte de s’entraîner avec son père pour pouvoir à nouveau la dépasser. |                             |                      |                                                                    |                       |
| 391 | Madara debout               | うちはマダラ、立つ   | Uchiha Madara, tatsu (Madara Uchiwa, debout)                       | 11 décembre 2014      |
| [Chapitres 656-657] — Obito, bien qu'il soit affaibli, s'apprête à utiliser, tout comme Nagato avec lui, la technique du «Cycle éternel des réincarnations» pour ramener les ninjas de l'Alliance morts à la vie, ce qui peut le condamner. Alors qu'il allait l'exécuter, Zetsu noir s'empare de la moitié de son corps et lui fait utiliser la technique pour ressusciter Madara, qui devient aveugle en perdant ses yeux, à la suite de sa résurrection. Il s'empare ensuite du chakra d'Hashirama après l'avoir immobilisé avec des bâtons noirs, avant de s'attaquer aux démons à queues. |                             |                      |                                                                    |                       |
| 392 | Le véritable cœur           | 裏の心               | Ura no kokoro (L’intérieur du cœur)                                | 18 décembre 2014      |
| [Chapitres 658-660] — Seul contre 9 démons à queues, Madara résiste aux attaques de ses adversaires, grâce aux techniques de soins d'Hashirama. Zetsu blanc lui apporte un Rinnegan, et l'Uchiwa utilise sa pupille pour étourdir ses opposants. Il invoque ensuite la Statue du Démon des Enfers, capture les démons à queues avec des chaînes de chakra, et tente de les enfermer dans la créature en commençant par Shukaku, mais Gaara refuse d'abandonner son ancien démon à queue. Shukaku se remémoire un de ses anciens hôtes, à qui l'actuel Kazekage lui fait penser, surtout au niveau de sa personnalité. Malheureusement, Gaara n'arrive pas à sauver Shukaku et celui-ci est aspiré par la Statue, tout comme les autres démons à queues. |                             |                      |                                                                    |                       |
| 393 | Le Rideau Tombe             | 本当の終わり         | Hontō no owari (La vraie fin)                                      | 25 décembre 2014      |
| [Chapitres 660-662] — Madara scelle les démons à queues dans la Statue du Démon des Enfers, y compris Kyûbi extirpé du corps de Naruto, qui demande à Gaara une faveur avant d'être extrait de son hôte. Gaara emmène son ami auprès de Sakura, qui l'assiste en le maintenant en vie, malgré le peu de chakra qui lui reste. Sasuke, après avoir discuté avec Hashirama qui lui a transmis son chakra, vient prêter main-forte à Tobirama en attaquant Madara, mais ils sont tous deux immobilisés : l'un par le Rinnegan et l'autre par les bâtons noirs. Malheureusement, Sasuke se fait transpercer par sa propre épée, utilisée par Madara, et est sur le point de mourir. Karin ressent le chakra de ce dernier faiblir, tout comme Sakura qui comprend que Naruto va également succomber s'il n'est pas sauvé à temps. Note : Cet épisode clôt l’arc du combat contre Madara (1re partie). |                             |                      |                                                                    |                       |
| 394 | Nouvel Examen de Sélection  | 新たなる中忍試験     | Aratanaru chūnin shiken (L’examen pour devenir de nouveaux chūnin) | 8 janvier 2015        |
| 2 ans se sont écoulés depuis que Naruto est parti s'entraîner avec Jiraya. Les ninjas de Konoha se sont entraînés de leur côté et ont beaucoup progressé. Pendant ce temps, Tsunade propose à Suna d'organiser un nouvel examen de sélection des chûnin, la dernière session ayant été annulée à la suite de l'incident produit par le passé, mais que les épreuves soient effectuées séparément : l'épreuve écrite à Konoha et celle de survie à Suna. Après avoir reçu l'aval du conseil de son village, Gaara accepte la proposition et souhaite être le superviseur de l'examen. La Sannin envoie des invitations à l'examen aux autres villages. Pour l'instant, seul Suna a envoyé des candidats, ceux d'Iwa, Kiri et Kumo ayant décliné l'offre. De son côté, Kakashi se rend au village d'Ame pour remettre le rouleau à Hanzô. Note : Cet épisode débute l'arc filler des traces de Naruto « Les Chemins des amis ». |                             |                      |                                                                    |                       |
| 395 | Que les Épreuves Commencent | 中忍試験、開始!      | Chūnin shiken, kaishi! (Examen chūnin, démarrage !)                | 15 janvier 2015       |
| Kakashi parvient à atteindre Konan (qui se fait passer pour Hanzô) et lui transmet l'invitation à l'examen. La membre de l'Akatsuki envoie alors 9 équipes de 3 à Konoha. Pendant ce temps, l'équipe 10 se cherche un(e) partenaire pour remplacer Shikamaru, qui a déjà été promu. Ino propose alors à sa meilleure amie Sakura de se joindre à son équipe, mais cette dernière refuse sans donner d'explications convaincantes. Plus tard, après avoir sauvé un homme à l'article de la mort à l'hôpital du village, elle finit par changer d'avis. De son côté, Naruto continue de s'entraîner comme un forcené auprès de son maître. Les participants à l'examen arrivent ensuite au village pour la première épreuve. |                             |                      |                                                                    |                       |
| 396 | Trois Questions             | 三つの問題           | Mittsu no mondai (Les trois problèmes)                             | 22 janvier 2015       |
| Pour la première épreuve écrite de l'examen, les membres de chaque équipe se retrouvent séparés dans 3 salles différentes. Ces salles sont équipées de doubles vitrages et de cloisons insonorisées, ce qui rend impossible toute communication avec les autres candidats. La règle de l'épreuve écrite est simple : les trois questions posées valent 30, 40 et 50 points chacune. Un membre de chacune des équipes doit répondre à la question de son choix, mais pour être qualifiée, l'équipe doit obtenir 100 points, car tout autre résultat équivaut à une élimination directe, même si le nombre de points est supérieur à 100. Tous les candidats se demandent ce que leurs propres partenaires vont faire pour réussir cette énigmatique épreuve. Cependant, Neji semble avoir une idée en tête... |                             |                      |                                                                    |                       |
| 397 | L’Étoffe d’un Leader        | リーダーに相応しい者 | Rīdā ni fusawashī mono (Celui qui est digne d’être un leader)      | 29 janvier 2015       |
| Un des ninjas de Suna donne cinq coups en vibration pour faire comprendre aux candidats des autres salles qu'il compte faire un zéro pointé, pendant que ses deux partenaires répondront à la question qui vaut 50 points, ce qui fait partie du plan de Neji. Après le temps imparti, Shikamaru pose une dernière question aux candidats : quel partenaire choisiront-ils comme appât s'ils sont attaqués par des ennemis, sachant pertinemment que l'appât n'aura aucune chance de survivre ? La plupart des équipes a réussi à se qualifier, ayant laissé une feuille blanche. En revanche, les équipes ayant désigné un appât sont automatiquement éliminées. |                             |                      |                                                                    |                       |
| 398 | Veille de la 2e Épreuve     | 二次試験、前夜       | Niji shiken, zen'ya (Second examen, la veille au soir)             | 5 février 2015        |
| 399 | Le Désert du Mal            | 魔の砂漠のサバイバル | Ma no sabaku no sabaibaru (Le survival du Désert du Démon)         | 12 février 2015       |
| L'équipe Gaï est en chemin pour chercher des parchemins du ciel et de la terre. |                             |                      |                                                                    |                       |
| 400 | Manieur de Taijutsu!        | 体術使いとして…      | Taijutsu tsukai to shite… (En tant qu’utilisateur du Taijutsu…)    | 19 février 2015       |
| 401 | Les Virtuoses               | 極めし者             | Kiwameshi mono (Celui qui va jusqu’au bout)                        | 26 février 2015       |
| 402 | La Traque                   | 逃走ＶＳ追跡         | Tōsō tai Tsuiseki (Fuite contre poursuite)                         | 5 mars 2015           |
| L'équipe Kurenaï recherche également les parchemins pour passer la seconde épreuve. |                             |                      |                                                                    |                       |
| 403 | Une Volonté de Fer!         | 諦めないド根性       | Akiramenai do konjō (Le courage de ne pas abandonner)              | 12 mars 2015          |
| 404 | Le Tourment de Tenten       | テンテンの悩み       | Tenten no nayami (Les préoccupations de Tenten)                    | 19 mars 2015          |
| Tenten, face aux progrès de Neji et Lee, se sent à la traîne. |                             |                      |                                                                    |                       |
| 405 | Prisonnières                | 閉じ込められた二人   | Tojikomerareta futari (Les deux personnes emprisonnées)            | 26 mars 2015          |